# Provincia de Orán
El vilayato de Orán (en árabe: ولاية وهران) es un provincia (valiato) de Argelia cuya sede es la ciudad homónima, situada en el noroeste del país. Su población es de 1 454 078 habitantes (2008) y cubre un área total de 2114 kilómetros cuadrados. El valiato limita al este con la provincia de Mostaganem, al sureste con la provincia de Muaskar, al suroeste con la provincia de Sidi Bel Abbes y al oeste con la Provincia de Aïn Témouchent.

## Localidades con población en abril de 2008
- Aïn El Bia 31,386
- Aïn El Kerma 7,530
- Aïn El Turk 37,010
- Arzew 70,951
- Ben Freha 20,235
- Bethioua 17,758
- Bir El Djir 152,151
- Boufatis 11,579
- Bousfer 17,243
- Boutlelis 22,898
- El Ançor 10,882
- El Braya 5,860
- El Kerma 23,163
- Es Sénia 96,928
- Gdyel 37,315
- Hassi Ben Okba 12,906
- Hassi Bounif 59,671
- Hassi Mefsoukh 11,856
- Marsat El Hadjadj 12,729
- Mers El Kébir 16,970
- Misserghin 25,443
- Orán 609,940
- Oued Tlelat 18,397
- Sidi Benyebka 7,516
- Sidi Chami 104,498
- Tafraoui 11,263

## Historia
La provincia se formó a partir del antiguo departamento francés de Orán, que sobrevivió a la independencia y fue transformado en un valiato en 1968. Obtuvo su condición actual después de la reorganización de 1974, cuando perdió territorios en favor de la recién formada Provincia de Sidi Bel Abbes.

## División administrativa

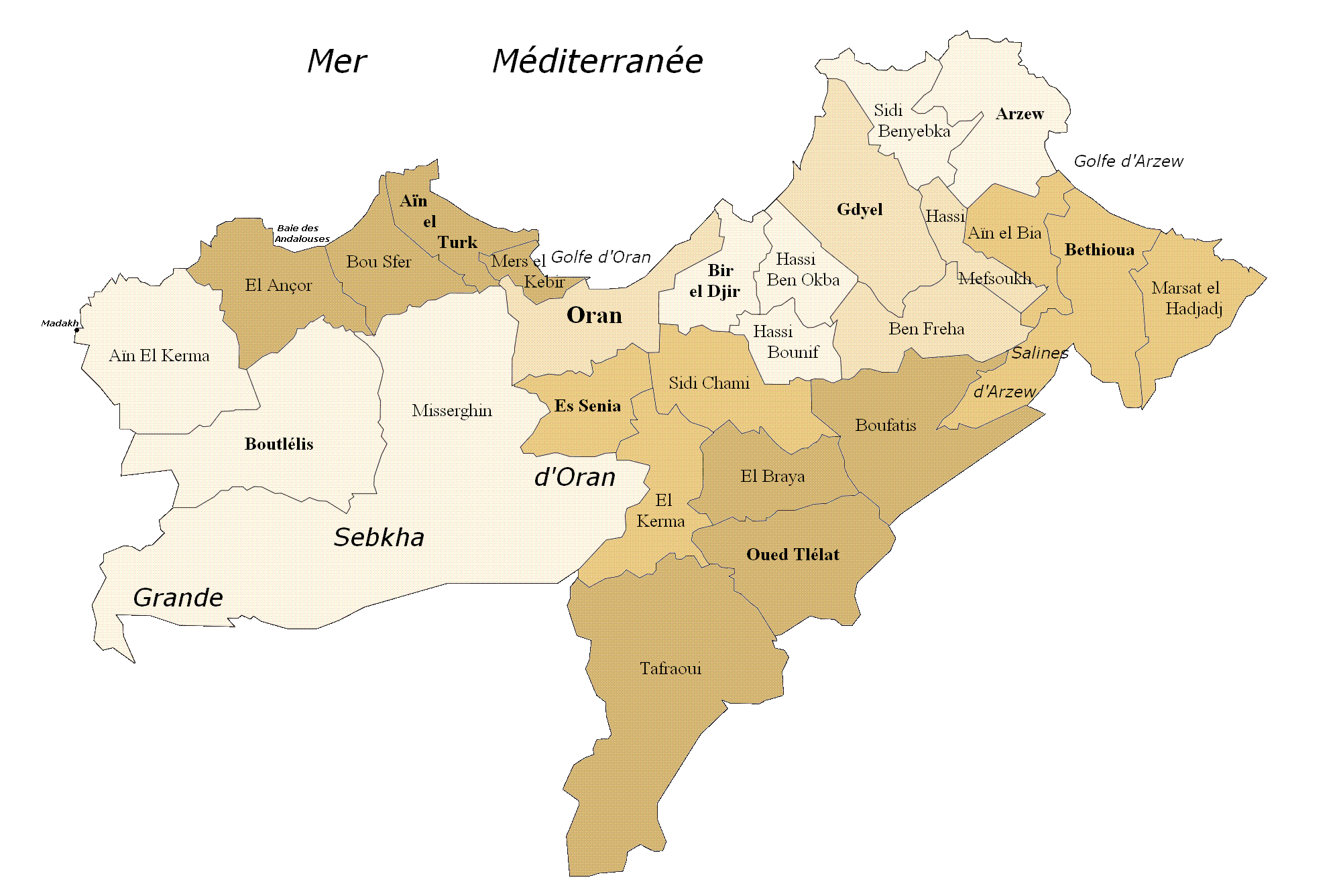
Mapa administrativo de la provincia.

Desde 1984, la provincia está dividida en 9 dairas (distritos), que a su vez se dividen en 26 comunas (ciudades):
- Orán: comuna de Orán
- Ain El Turck: comunas de Ain El Turck, Mazalquivir, Bousfer y EL Ançor
- Arzew: comunas de Arzew y Sidi Benyebka
- Bethioua: comunas de Bethioua, Ain El Bya y Mers El Hadjaj
- Es Sénia: comunas de Es Sénia, EL Kerma y Sidi Chami
- Bir El Djir: comunas de Bir El Djir, Hassi Bounif y Hassi Ben Okba
- Boutlélis: comunas de Boutlélis, Misseghin y Ain El Kerma
- Oued Tlélat: comunas de Oued Tlétat, Tafaraoui, El Braya y Boufatis
- Gydel: comunas de Gydel, Ben Fréha y Hassi Mefsoukh